# Кампалто (Верона)
Кампалто је насеље у Италији у округу Верона, региону Венето.
Према процени из 2011. у насељу је живело 67 становника. Насеље се налази на надморској висини од 39 м.